# Araci
Araci é um município brasileiro no interior do estado da Bahia. Pertencente a Mesorregião do Nordeste Baiano e da Microrregião de Serrinha e compõe, juntamente com outros municípios, o território denominado de Território do Sisal.
Com uma população de 50 336 habitantes segundo estimativa de 2024 do IBGE, é o quadragésimo sexto município mais populoso do Estado da Bahia.
É um dos poucos municípios baianos que não sofreu desmembramento de seu território para originar novos municípios.
A sede fica a aproximadamente 210 quilômetros de Salvador. Sua área territorial é de 1 496,245 km².

## Toponímia
O nome Araci foi retirado do livro "Ubirajara", do escritor José de Alencar, e significa, em tupi, "mãe do dia" ou "aurora".. O significado do topônimo inspirou o compositor Ramos Feirense na composição do hino oficial da cidade, nos trechos em que traz os dizeres:
"Araci sol fecundo a brilhar,/Mesmo que haja da noite o negror,/ [...] Ilumina com luz aguerrida,/ Já que és sol na linguagem Tupi [...]"
O nome Araci também deu inspiração ao escritor e poeta soteropolitano Antônio Fernando Peltier, ao escrever diversos poemas sobra a cidade, como o seguinte:
"Araci/Nome de índia/Que significa Aurora,/Cada dia que nasce/Um porvir se enamora/Pelo brilho, que em si faz,/Consolidando tua história..."

## História
A região hoje denominada Território do Sisal, na qual Araci está inserida, originalmente era denominada Sertão dos Tocós ou do Pindá e era habitada por indígenas cariris, tapuias, tocós e beritingas.
O povoamento da área de Araci se iniciou no século XVII, por meio da pecuária, atrelada aos latifúndios da Casa da Ponte e da Casa da Torre. A região se tornou um ponto de parada para boiadas que se dirigiam para Jacobina e o Piauí.
Em 1812, o Capitão José Ferreira de Carvalho (1783-1866) adquiriu da Casa da Ponte, por meio do procurador Paulo Rabelo, 20 léguas quadradas de terras, ali criando sua propriedade rural, denominada Fazenda Raso. No final da década de 1850, quando já existia um pequeno povoado com algumas poucas casas denominado Raso (atual sede de Araci) na fazenda de mesmo nome, o capitão José, seus filhos e escravos, com a ajuda de um mestre de obras de Simão Dias (SE), ergueram nessa povoação uma capela em louvor a Nossa Senhora da Conceição, a qual foi concluída em 8 de dezembro de 1859. Ao redor desse templo, mais casas foram sendo construídas.
A Lei Provincial n.º 1720, de 12 de abril de 1877, criou a freguesia de Nossa Senhora da Conceição do Raso, sediada no povoado do Raso e subordinada à vila de Tucano. Foi primeiro vigário da freguesia o Padre Urbano Cecílio Martins, neto do fundador José Ferreira de Carvalho.
Já bastante desenvolvida e autônoma em suas atividades econômicas, políticas e sociais, a Freguesia de Nossa Senhora da Conceição do Raso foi elevada à condição de vila, com o nome de Raso, desmembrando-se de Tucano, por meio de ato estadual de 13 de dezembro de 1890, sendo instalada em 4 de fevereiro do ano seguinte. Foi seu primeiro intendente o padre italiano Júlio Fiorentini, na época o vigário da freguesia. Em 1893, Antônio Ferreira da Mota foi o primeiro intendente eleito da vila do Raso.
Em 21 de setembro de 1904, a Lei Estadual nº 575 alterou o nome da vila do Raso para Araci.
Como uma consequência da nova configuração política e estadual após a Revolução de 1930, o decreto estadual nº 7479, de 7 de julho de 1931, retirou a autonomia de Araci, que passou à categoria de distrito e subprefeitura de Serrinha. Isso degradou bastante à população araciense, o que se deve, entre outros fatores, ao menosprezo por parte das autoridades serrinhenses, como ficou evidenciado na pouca assistência por parte do município de Serrinha a Araci durante a grave seca de 1932.
O sisal foi introduzido no Território do Sisal primeiro em Santaluz por volta de 1910, mas o cultivo dessa planta só começou a ganhar grande destaque econômico nessa região na década de 1930, devido à demanda, incentivos do governo estadual e adaptação da planta às condições geográficas dessa área. O cultivo de sisal se tornou uma das principais fontes de renda de Araci.
Na década de 1930, a cultura do sisal chegou a Araci e se tornou uma das suas principais fontes de renda.
Após anos de muita luta dos aracienses, a Lei Estadual n° 863, de 14 de novembro de 1956, restaura a autonomia de Araci, que se desmembra de Serrinha. O município restaurado foi reinstalado em 7 de abril de 1959, com a posse do primeiro prefeito após a segunda emancipação, Erasmo de Oliveira Carvalho.
Na década de 1970, o ciclo do sisal entrou em decadência em Araci e no Território do Sisal, devido à introdução de produtos substitutos de origem sintética, grande queda nos preços, concorrência com países africanos e o fechamento de indústrias na Europa que utilizavam a planta como matéria-prima. Apesar disso, o Território do Sisal se mantém como a principal região produtora dessa planta no Brasil.
Em 2017, o Monsenhor Ionilton Lisboa, natural de Araci, foi nomeado bispo da Prelazia de Itacoatiara pelo Papa Francisco.
- 1812 - Fundação da Fazenda Raso pelo Capitão José Ferreira de Carvalho, que viria a se tornar Araci;
- 1859 - 8 de dezembro, Proclamação de Nossa Senhora da Conceição como padroeira de Araci;
- 1861 - Foi elevado a condição de Distrito anexado a Tucano;
- 1866 - Morreu o fundador de Araci José Ferreira de Carvalho, aos 83 anos de idade;
- 1877 - 12 de abril, elevação a categoria de freguesia, sendo o Padre Alexandre o 1º pároco;
- 1890 - 13 de dezembro - Emancipação Política da Vila do Raso, sendo desmembrado de Tucano;
- 1904 - Alteração no topônimo: de Vila do Raso para Araci;
- 1931 - Araci perde o status de Município e é anexado a Serrinha;
- 1932 - Araci sofre com uma das maiores secas da história;
- 1959 - Araci é reemancipada, recebendo assim de volta e definitivamente o status de município;
- 1966 - Inauguração do CEMOB;
- 1977 - Inauguração do Estádio Municipal José Brígido da Silva;
- 2016 - Antonio Carvalho da Silva Neto é o 1° prefeito a ser reeleito no Município de Araci;
- 2017 - Padre Araciense, Monsenhor Ionilton Lisboa SDV é nomeado Bispo pelo Papa Francisco[14].

## Economia
O Produto Interno Bruto (PIB) de Araci é o décimo primeiro maior da Região Metropolitana de Serrinha (ou micro região de Serrinha) de um total de dezoito cidades, o 281º maior do estado de Bahia, de um total de 417 cidades e o 5001º de todo o país, de um total de 5.570 municípios. De acordo com dados do IBGE, relativos a 2014, o PIB per capita do município era de R$ 6.070,41.
Ainda de de acordo com o mesmo levantamento do IBGE, a cidade possuía, no ano de 2015, 453 unidades locais e 451 empresas e estabelecimentos comerciais atuantes.
As receitas municipais proveem consideravelmente do setor agrícola, da pecuária, avicultura e da indústria.
- Na agricultura destaca-se a larga produção de mandioca.
- Na pecuária os maiores rebanhos são de bovinos, suínos, caprinos e ovinos.
- Na avicultura destaca-se a produção de galináceos.
- No setor de bens minerais é produtor de ouro[16].

Araci foi um dos dois municípios brasileiros que serviram de alavanca para a exploração de ouro pela empresa Vale do Rio Doce. Em 1978 e com alcance de sucesso revelados na década de 1980. Fato que a empresa matem em seu registro histórico.

### Aspectos Socioeconômicos
O município desenvolveu também um forte comércio popular, feiras livres, nos dias de quintas e segundas-feiras, com destaque para a feira de segunda que se alastra por quase toda região central da cidade, em alguns pontos estendendo-se por ruas mais afastadas. Podendo ser encontrados nestas feiras de, conveniências até aparelhos domésticos, roupas, tecido em geral, calçados, artesanatos, hortaliças, legumes e demais gamas de produtos agrícolas produzidos na região, ainda animais domésticos e de carga para venda livre e até uma feira popularmente chamada de feira do rolo, atraindo gente de cidades vizinhas e  de regiões mais distantes.

## Turismo
Inaugurado no Janeiro de 2011, o primeira parte do complexo turístico do Poço Grande, um grande balneário de água salobra, com quiosques que servem peixes do próprio poço grande, o complexo turístico trouxe para os pescadores um nova perspectiva de vida e financeiro, trouxe alegria para os habitantes do município, como também turistas de várias partes da Bahia e do Brasil para conhecer o paraíso das águas.
Também estão entre seus pontos turísticos: o mirante do Bomfim, a praça central: praça Nossa Senhora da Conceição, a Cachoeira do Inferno (situada a 6 km do distrito de Barreira), a Praça de Esportes (em reforma), o Pesqueiro Farias, o Estádio José Brígido da Silva, o Barragem do Maracujá, o rio Poço Grande, a Ilha do Amor (situado em Pedra Alta) e o rio Itapicuru.

## Geografia
O município é subdividido em seis distritos (incluindo o distrito-sede) e povoados
A área do município, segundo o Instituto Brasileiro de Geografia e Estatística, é de 1 496,245 km².
Situa-se a 38º58'00” de latitude S e 11º20'00” de longitude W e está localizada a 272 m de altitude. Está a uma distância aproximada de 218 quilômetros da capital baiana, por terra e aproximadamente 185 quilômetros em linha reta.

### Posição geográfica

#### Distância entre a sede e as principais cidades brasileiras
Se medida em linha reta e em quilômetros, tendo de um lado da linha a sede do município de Araci e no outro e as principais cidades brasileiras, verifica-se as seguintes distâncias:
| São Paulo : 1585 km | Rio de Janeiro : 1365 km | Salvador : 188 km        | Porto Alegre : 2438 km | Belém : 1524 km     |
| Brasília : 1090 km  | Fortaleza : 849 km       | Belo Horizonte : 1085 km | Goiânia : 1261 km      | Guarulhos : 1571 km |
| Manaus : 2499 km    | Curitiba : 1908 km       | Recife : 577 km          | Campinas : 1549 km     | São Luís : 1144 km  |

#### Posição em relação aos municípios confinantes
Abaixo é possível ver as cidades vizinhas de Araci em sua posição geográfica, dispostas em relação à bússola e seus pontos cardeais:
| Santaluz    | Tucano      | Tucano    |
| Teofilândia |             | Biritinga |
| Teofilândia | Teofilândia | Biritinga |

### Hidrografia

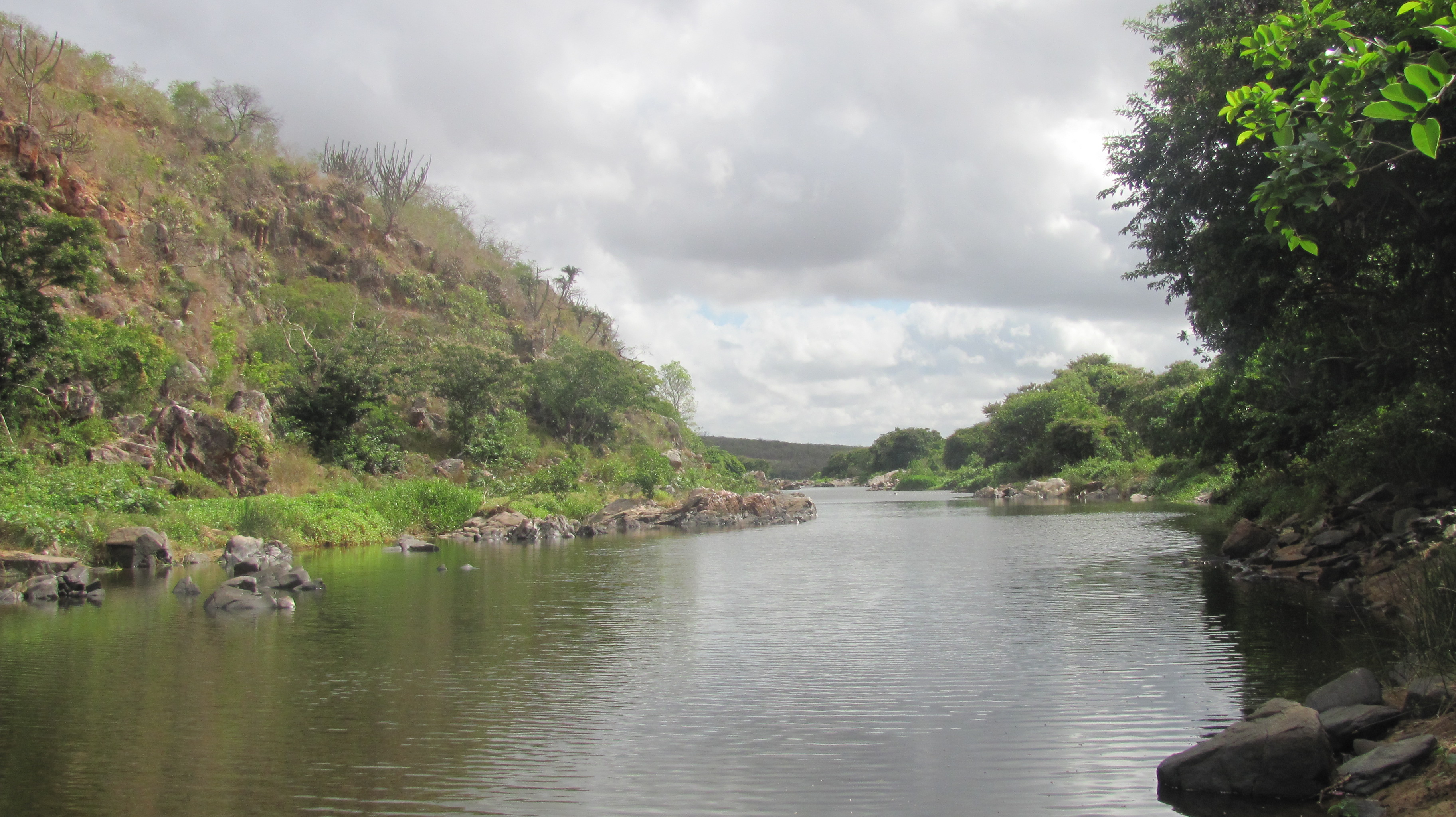
Rio Itapicuru no interior araciense

Em Araci encontra-se diversos corpos d'água, dentre os quais (em se tratando, especialmente, de rios, riachos e córrego) a maioria formam a linha de divisão territorial entre o município de Araci e municípios limítrofes, sendo estes:
- Açude de Várzea da Pedra
- Barragem do Maracujá
- Barragem do Poço Grande
- Barragem da Serra Branca
- Córrego Jequitaia
- Cachoeira do Inferno
- Represa do Mamédio
- Riacho do Areal
- Riacho Bom Sucesso
- Riacho Cágado
- Riacho Cipó
- Riacho do Saco
- Riacho da Caatinguinha
- Riacho da Serra Branca
- Riacho Tamburil
- Riacho Várzea da Pedra
- Rio Barreiro
- Rio Cariacá
- Rio da Prata[25][26]
- Rio do Peixe
- Rio Quererá
- Rio Quijingue
- Rio Itapicuru
- Rio Pau-a-pique
- Rio Poço Grande

### Clima

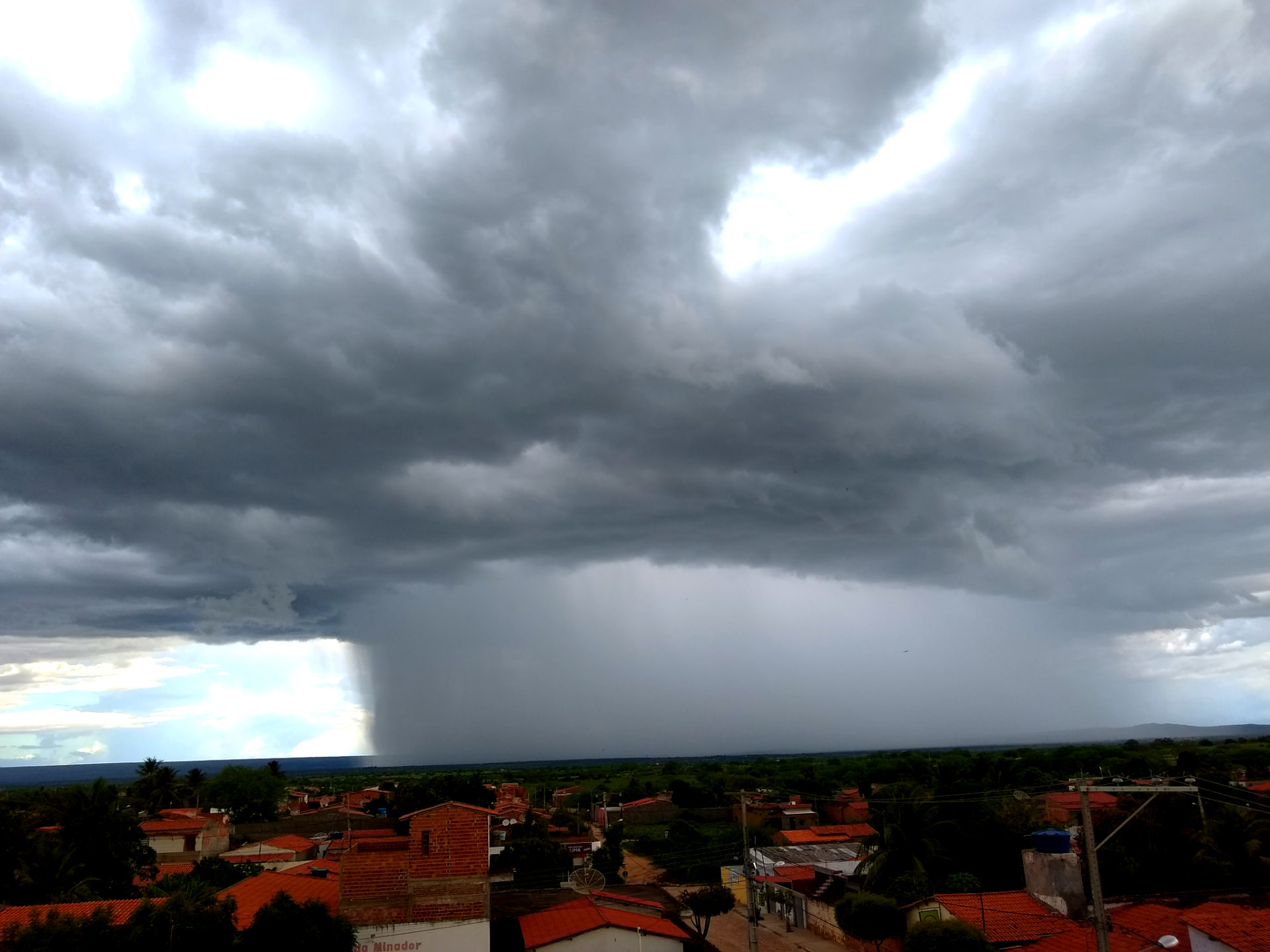
Formação de tempestade e precipitação sob a cidade de Araci

O clima do município é tropical, classificado como Aw segundo a classificação de Köppen-Geiger. A temperatura média anual é 23.7 °C e a pluviosidade média anual, 659 mm.
As chuvas regionais, em determinadas épocas, apresentam características de chuvas torrenciais, de tempestade e de trovoada, como pode ser percebido na foto a esquerda.
| Dados climatológicos para Araci | Dados climatológicos para Araci | Dados climatológicos para Araci | Dados climatológicos para Araci | Dados climatológicos para Araci | Dados climatológicos para Araci | Dados climatológicos para Araci | Dados climatológicos para Araci | Dados climatológicos para Araci | Dados climatológicos para Araci | Dados climatológicos para Araci | Dados climatológicos para Araci | Dados climatológicos para Araci | Dados climatológicos para Araci |
| Mês                             | Jan                             | Fev                             | Mar                             | Abr                             | Mai                             | Jun                             | Jul                             | Ago                             | Set                             | Out                             | Nov                             | Dez                             | Ano                             |
| ------------------------------- | ------------------------------- | ------------------------------- | ------------------------------- | ------------------------------- | ------------------------------- | ------------------------------- | ------------------------------- | ------------------------------- | ------------------------------- | ------------------------------- | ------------------------------- | ------------------------------- | ------------------------------- |
| Temperatura máxima média (°C)   | 31,3                            | 31,4                            | 30,8                            | 29,4                            | 27,4                            | 26,2                            | 25,7                            | 26,4                            | 28,2                            | 29,9                            | 30,8                            | 31                              | 25,5                            |
| Temperatura média (°C)          | 21,5                            | 25,5                            | 25,3                            | 24,4                            | 22,9                            | 21,7                            | 21,2                            | 21,4                            | 22,7                            | 24                              | 24,8                            | 25,1                            | 23,7                            |
| Temperatura mínima média (°C)   | 19,7                            | 19,7                            | 19,8                            | 19,5                            | 18,5                            | 17,3                            | 16,7                            | 16,5                            | 17,2                            | 18,2                            | 18,9                            | 25,1                            | 21,2                            |
| Precipitação (mm)               | 53                              | 61                              | 87                              | 72                              | 67                              | 54                              | 46                              | 33                              | 23                              | 28                              | 59                              | 76                              | 659                             |
| Fonte:                          |                                 |                                 |                                 |                                 |                                 |                                 |                                 |                                 |                                 |                                 |                                 |                                 |                                 |

### Meio ambiente e biodiversidade

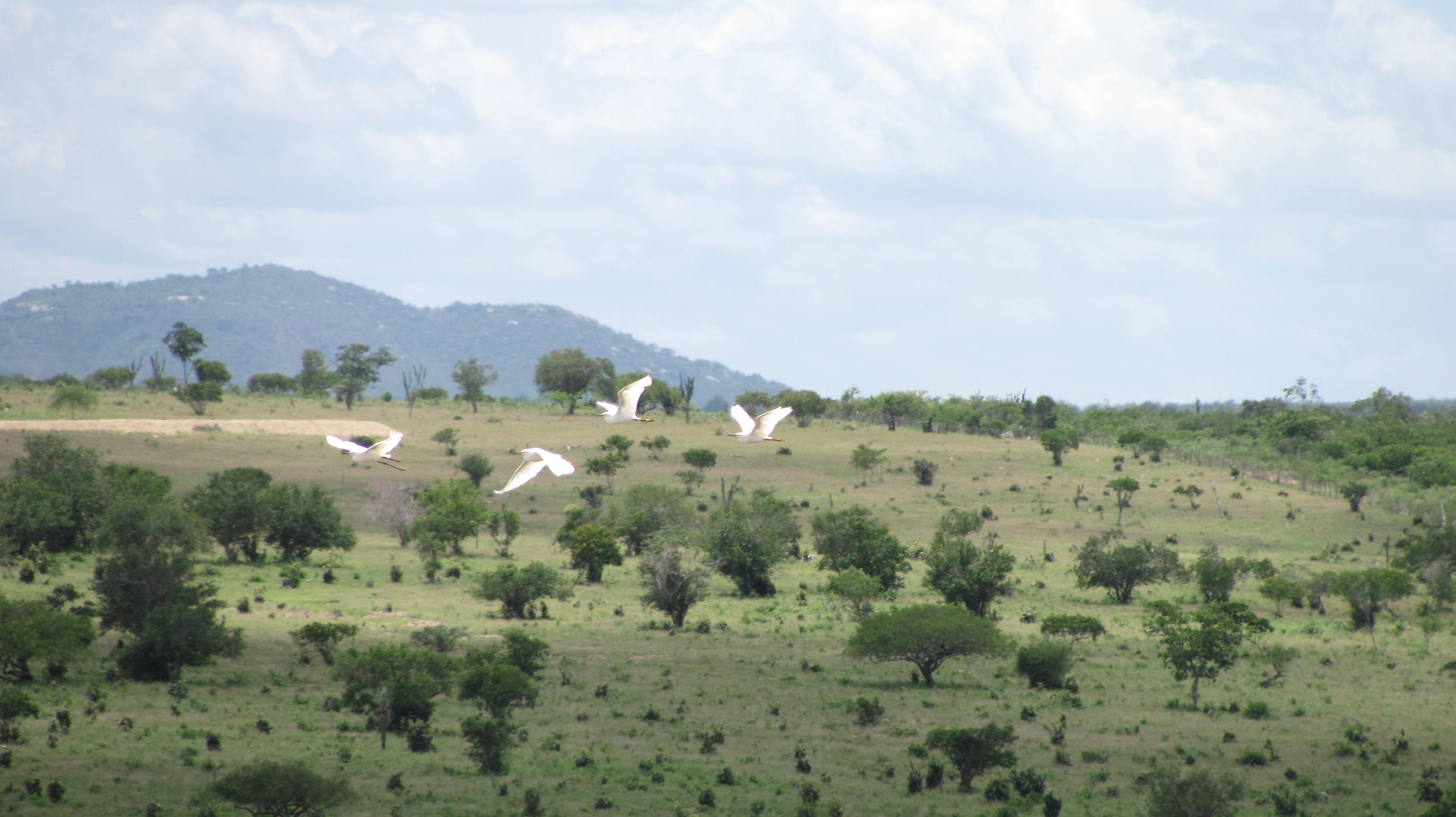
Garças sobrevoando fazenda no interior de Araci

O município está situado numa região que recebe características variadas, quanto ao tipo de vegetação. Localizado na faixa da sub-região 3 (agreste) mas que pode-se ver, também, pontos de familiaridade com o sertão (sub-região 2). Tendo na Caatinga sua maior referência biológica, tanto para a caatinga arbustiva quanto para a caatingas arbórea.
Ademais, ver-se também, em muitos pontos, as características da capoeira. Para este último caso explica-se pelo entendimento de que a vegetação principal sofreu desgastes provocados pelo desmatamento (situação extremamente corriqueira), mudando severamente a paisagens dando lugar a um sub-bioma rasteiro e com poucos arbustos e árvores.
[[Imagem:Monte do Cruzeiro Araci Bahia.jpg|thumb|direita|Monte do Cruzeiro, no povoado de Bela Vista

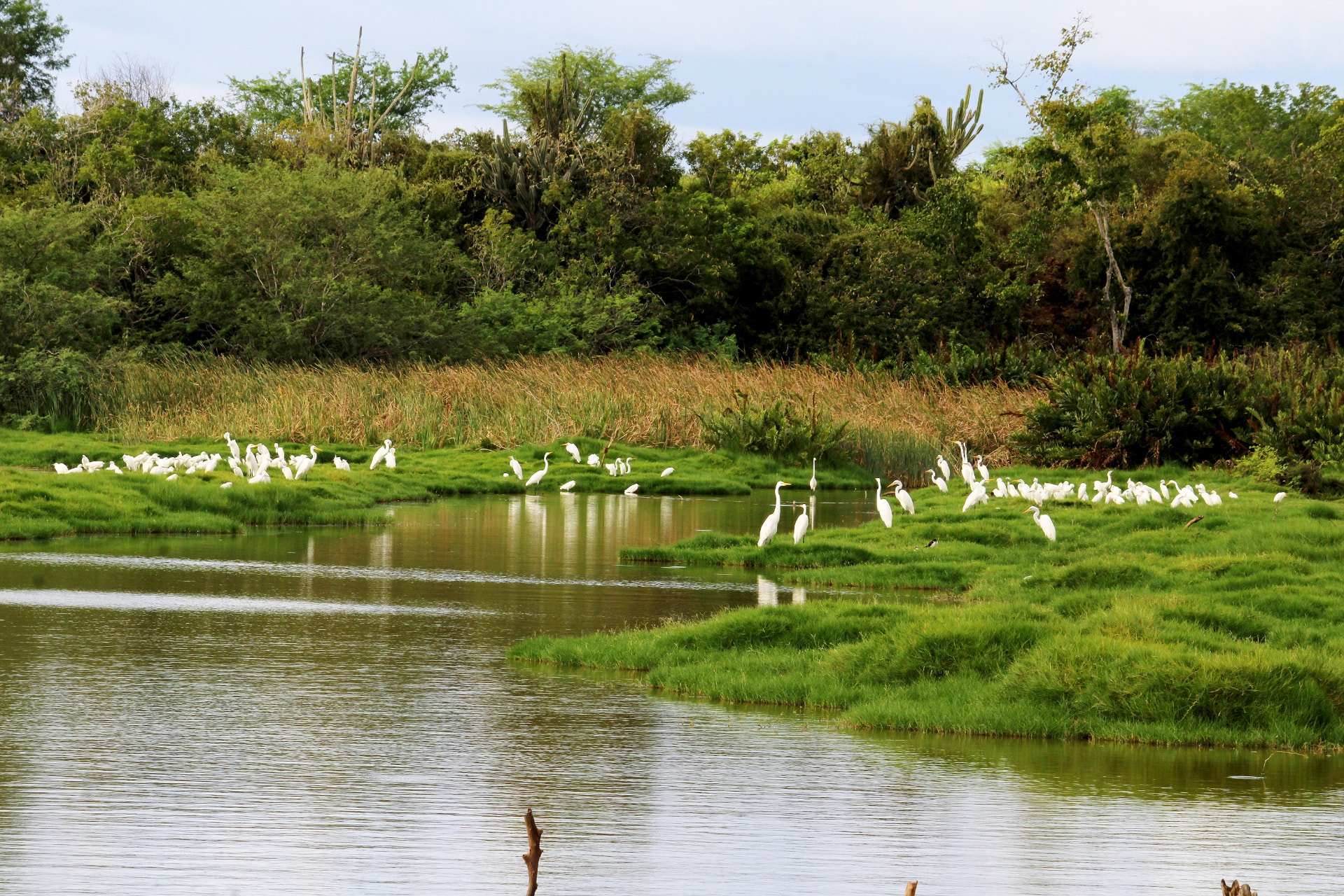
Oásis - área alagada próxima Barragem do Poço Grande

Ainda por volta da década de 1970, a grande zona rural araciense apresentava um sistema ecológico fechado, sem grandes interferências humanas. Atualmente, mesmo sendo possível encontrar ainda pontos preservados, a grande parte da vegetação natural foi devastada para dar lugar a plantações de feijão, milho, mandioca, entre outros cultivos, assim como para formar pastos para criação de gados, especialmente os da raça bovina. A fauna local sofreu baixas de difícil reparação, não apenas pela eliminação dos meios de sobrevida mais principalmente pela caça. Animais até então comuns de avistamento, tais como: lobo-guarás, raposas, cachorro-do-mato, tamanduá-bandeira, tamanduá-mirim, diversas especies de roedores como os preá e cotia, assim como de primatas e tantas outras de aves como emas e pássaros como papagaios, que hoje já não é possível avista-los ou então os veem com grande raridade. Alguns animais foram praticamente ou totalmente extintos, na região, sem causa justificável, como é o caso dos lobo-guarás, raposas e cachorro do mato. Caçados apenas por terem hábitos de abater galinhas e outros pequenos animais de criação.
Para regulamentar práticas ambientais e para defesa do aspecto ecológico municipal o Governo promulgou a lei n° 178, em 20 de novembro de 2014 que, dentre muitos artigos pertinentes e abordagens de preservação, definiu, em seu artigo 14, os aspectos de áreas que devem ser consideradas de preservação permanente, que dentre muitos pontos, decreta em seu inciso II a preservação obrigatório dos remanescentes da caatinga, inclusive as capoeiras.
E em seu artigo 15 ficam declaradas como APP's (áreas de preservação permanentes), as seguintes áreas:
- I - Do Quererá (parque ecológico do Quererá).
- II - Da Cachoeira do Inferno (todo sistema que envolve e que influencia a existência da Cachoeira do Inferno, no Rio Itapicuru.
- III - Do Poço Grande (todo entorno da Barragem do Poço Grande.
- IV - Da Ilha do Amor (situada em Pedra Alta).
- V - Do Rio Itapicuru (toda área ás margens, com distanciamento definido na mesma lei, do leito do rio dentro do município).
- VI - Do bioma caatinga em geral, bem como, os remanescentes da caatinga e as “capoeiras”.

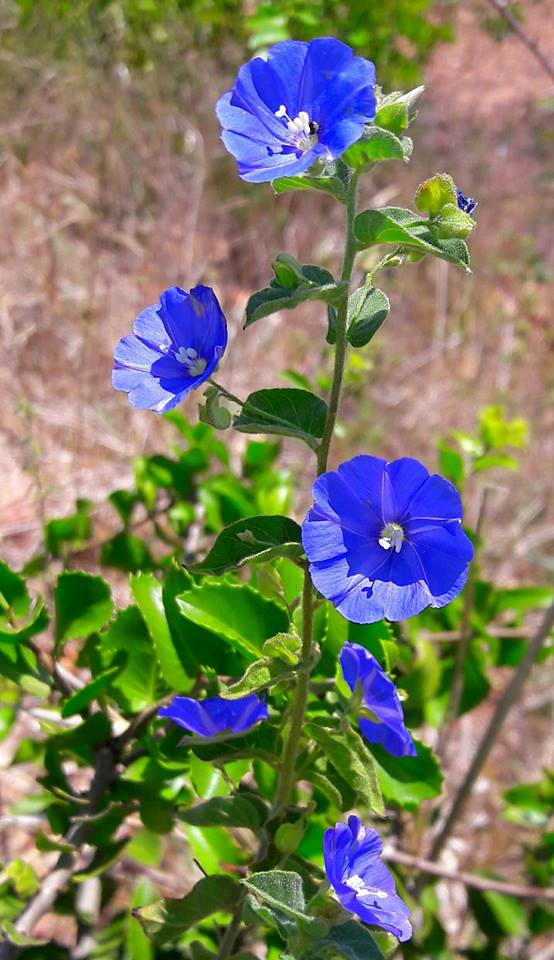
Flor da Caatinga, registro feito pelo fotografo araciense Gildásio Oliveira

Porem apesar de leis específicas e de boa clareza jurídica sobre a questão da preservação no âmbito ambiental, da flora e da fauna, a falta de fiscalização, ou fiscalização deficiente, viabiliza e torna possíveis os crimes ambientais e ver-se o desrespeito a legislação, por meio do dascaatingamento progressivo, da derrubada de árvores e caça de animais silvestres e selvagens, pela falta de agentes de policia ou guarda ambiental.
O município, especialmente na zona rural, disponibiliza áreas naturais de grandes belezas, fazendo necessário a proteção, por meio de leis, com fiscalização, mas também com políticas públicas de educação e conscientização. Um exemplo forte do poder da conscientização se pode ver no exemplo num filho de lá: Gildásio Oliveira, que trocou espingarda por maquina fotográfica, a caça por registros deslumbrantes da beleza do sertão e da caatinga araciense, revelando além da possibilidade de mudança de atitude, uma beleza regional natural que, quem não é de lá, imagina-se que não existe.

### Fauna

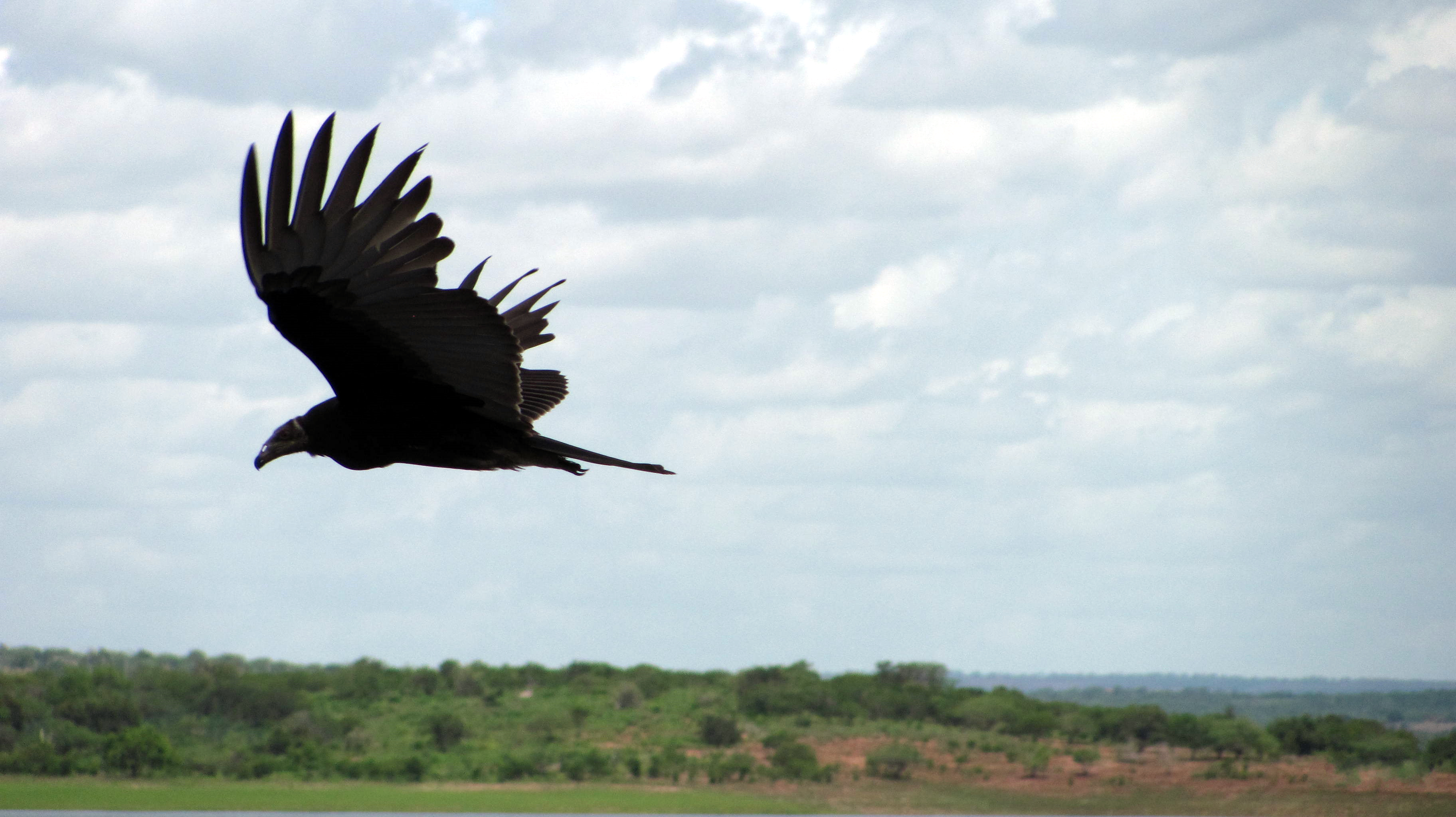
Urubu-de-cabeça-amarela sobrevoando no interior araciense

Inseridos no meio ambiente, apesar da devastação, ainda é possível encontrar muitas especieis de animais como o sagui, tatus, lagartos como o teiú, iguanas, jiboia e aves de rapinas como o carcará, a acauã, gaviões, urubu-de-cabeça-amarela, diversas espécies de pombas, como a asa branca, fogo-apagou, rolinha-roxa, entre muitas outras.

### Flora
Com relação a flora ver-se comumente, mesmo nos locais devastados os umbuzeiros, licurizeiros (ambas quase sagradas, sobre as quais existem uma cultura de forte preservação). Mas ainda se ver por lá especies de árvores de grande porte, como os juazeiros (Ziziphus juazeiro), a caraíba (Cordia boisseri), Baraúna (Schinopsis brasiliensis), oiti (Licania tomentosa), entre outras.

#### Frutos típicos
O município dispõe, em sua flora natural, de uma rica variedade de arvores, arbustos e plantas produtores de frutos comestíveis, mas que para os quais não existem um modelo de exploração sustentável, para o aproveitamento alimentício, comercial e cultural sem que com isto não ocorra o desgaste e o risco de extinção local.
- Araticunzeiro
- Araça-da-caatinga
- Umbuzeiro (Spondias tuberosa)
- Licurizeiro (Syagrus coronata)
- Pindobeira
- Serroteiro
- Bêbada (Stenocalyx dysentericus)
- Pirizeiro
- Incozeiro (Capparis yco)
- Quixabeira (Sideroxylon obtusifolium)
- Solanum (Solanum capsicoides)
- Juazeiro Ziziphus joazeiro
- Xique-xique (Pilosocereus polygonus)
- Mandacaru (Cereus jamacaru)
- Facheiro (Pilosocereus pachycladus)
- Pitombeira
- Maracuja-do-mato (Passiflora cincinnata)
- Maracuja-de-póque

- Biodiversidade de Araci (Fauna)
- Urubu-de-cabeça-vermelha registro feito no povoado de Bela Vista (Araci) nas proximidades do Rio Carnaíba
- Gavião-caboclo, encontrado em todo território araciense
- Preá, roedor presente em todo território rural do município
- Sardão (Timon lepidus) muito comum em todo território araciense
- Tuim, ave muito comum no território araciense
- Cava chão, ave encontrada em todo município araciense
- Carcará é uma espécie de ave de rapina da família dos falconídeos de presença comum em Araci
- Urubu-de-cabeça-preta registro feito no povoado de Bela Vista (Araci)

- Biodiversidade de Araci (Flora)
- Umbuzeiro registro feito na zona Rural araciense
- Juazeiro, encontrado em todo território araciense
- Flor do gravatá
- Licurizeiro
- Araticun, fruto do araticunzeiro
- Ipê Roxo
- Arvore pitombeira, diferente da pitomba conhecida em outras regiões do País

#### Fato interessante

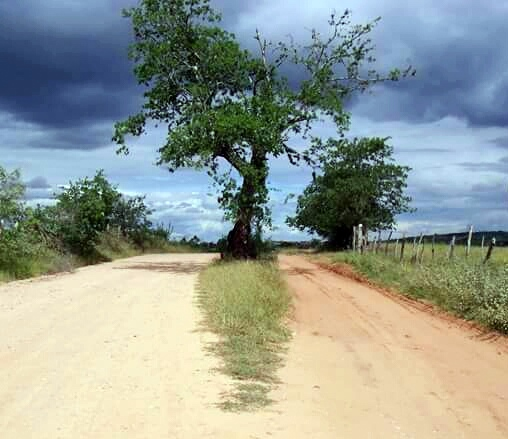
A baraúna que resiste ao tempo

Existe na cidade, já num trecho que divide a zona rual e urbana, numa BR antiga, que liga a Sede a vários povoados e distritos aracienses, uma árvore da espécie Schinopsis brasiliensis (popularmente conhecida como Baraúna ou simplesmente Braúna), famosa e que sobre a qual conta-se muitas histórias e lendas. Fica ao norte da cidade. Segundo conta os mais vividos, a árvore existe a aproximadamente 200 anos. Quando o Fundador da cidade, José Ferreira de Carvalho, junto com o seu genro, José Thomé Ferreira, em contrato firmado com o Governo da Província da Bahia, no início da segunda metade do século XIX, iniciaram a construção de uma estrada que ia de Monte Santo (Bahia) até Alagoinhas, esta árvore já existia, embora tenra, porem, mesmo a pesar disto, lhes pareceram interessante deixa-la ali, durante o processo de construção da citada estrada, onde até hoje ainda está. É interessante notar que esta árvore fica ilhada num pequeno canteiro natural no meio da estrada. E tonou-se um patrimônio cultural e ambiental da cidade de Araci,  querida de quem envolveu-se de alguma forma na história de sua existência. Hoje existe interesse popular para que o legislativo promulgue lei especifica que a proteja, oficializando-a como um bem natural e cultural.

## Divisões administrativas
A cidade tem em sua extensão territorial (Zona Rural e Urbana) 18 bairros, 5 distritos e 55 povoados, os quais são:

### Bairros
- Bombinha
- Cascalheira
- Casinha
- Centro
- Contel
- Coqueiro
- Coqueiro I
- Coqueiro II
- Felicidade
- Guarani
- Jardim Cruzeiro
- Murumbi
- Município
- Regalinho
- São João
- Tiracolo
- Vila Olímpica
- Riacho

### Distritos
- Araci (distrito sede)
- Barreira
- João Vieira
- Pedra Alta
- Ribeira
- Tapuio
- Várzea da Pedra

### Povoados
- Alto Grande
- Angico
- Balaio
- Barra do Vento
- Barbosa
- Barreiro Branco
- Barreiro Preto
- Bela Vista
- Bento
- Bomba
- Caldeirão
- Caldeirão Novo
- Campo do Elói
- Campo Grande
- Campo Novo
- Cumbica
- Duas Estradas
- Fazenda
- Firmada
- Inchu
- Jacú
- Jibão
- Lagoa Escura
- Lagoa da Anta
- Lagoa da Laje
- Lagoa da Jurema
- Lagoa do Boi
- Lagoa do Curral
- Lajinha
- Lameiro
- Mandacaru
- Maracujá
- Minador
- Nazaré
- Olho D'água Seco
- Ovo da Ema
- Pau de Rato
- Pedra do Serrote
- Perpétua
- Poço Grande
- Queimada do Borges
- Rejeito
- Resina
- Retirada
- Ribeira
- Ribeira II
- Rio do Peixe
- Roça de Dentro
- Rufino
- Sapé
- Serra Branca
- Sem Freio
- Tanque Cavado
- Terra Dura
- Terra Vermelha
- Tinguí
- Umburaninha

## Infraestrutura

### Saúde
Em 2009 Araci (zona rural e urbana) contava com 25 estabelecimentos de saúde, entre hospitais, pronto-socorros e postos de saúde, sendo 18 unidades publicas e 7 unidades particulares e possuía 56 leitos, todos no sistema público

### Educação
O município dispõe de 200 estabelecimentos educacionais divididos entre o pré-escolar, ensino fundamental, médio e superior, assim distribuídos:
|                    | Estadual | Municipal | Particular |
| ------------------ | -------- | --------- | ---------- |
| Pré-escolar        | 00       | 87        | 05         |
| Ensino fundamental | 00       | 97        | 05         |
| Ensino médio       | 05       | 00        | 00         |
| Ensino superior    | 00       | 00        | 01         |

Araci dispõe de um polo universitário da Universidade Estácio de Sá. No ano de 2017 a faculdade disponibilizou, entre outros, os seguintes cursos universitários:
- Administração
- Análise e Desenvolvimento de Sistemas
- Ciências Contábeis
- Comércio Exterior
- Gestão Ambiental
- Gestão Financeira
- Gestão de Recursos Humanos
- Gestão da Tecnologia da Informação
- Letras
- Logística
- Marketing
- Negócios Imobiliários
- Pedagogia
- Serviço Social

### Criminalidade e segurança pública

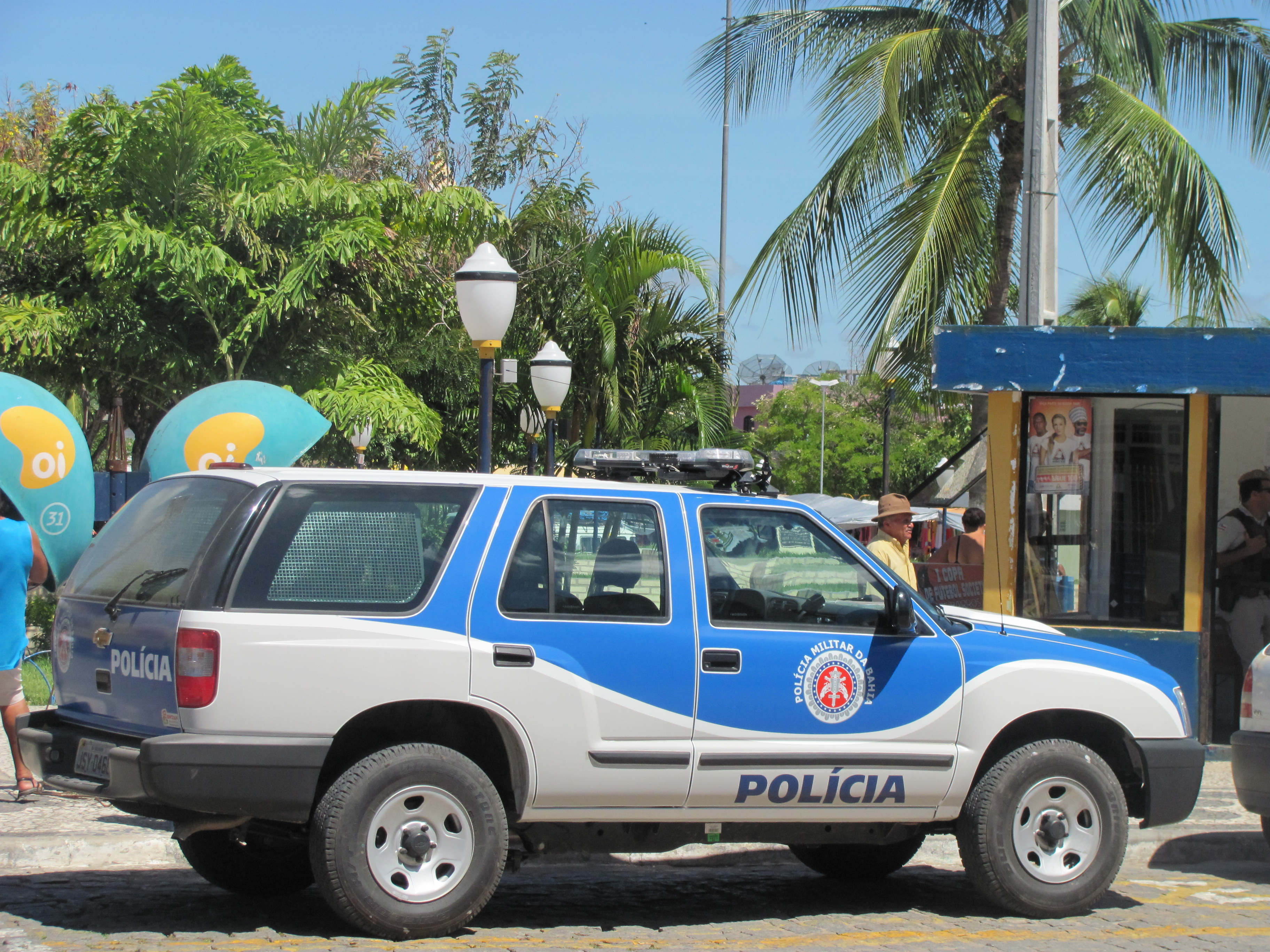
Viatura da policia militar da cidade

A Secretaria de Segurança Pública é o órgão responsável pela provisão de segurança de Araci, feita por forças combinadas da Polícia Militar da Bahia que é a responsável pelo policiamento ostensivo, o patrulhamento bancário, ambiental, prisional, escolar e de eventos especiais, além de realizar ações de integração social e da Polícia Civil da Bahia que tem o objetivo de combater e apurar as ocorrências de crimes e infrações. Existe ainda a guarda civil municipal que a função de proteger bens, serviços e instalações do Município e colaborar com o órgão de fiscalização municipal.

### Serviços e comunicação
O abastecimento de água em Araci é feito pela EMBASA - Empresa Baiana de Águas e Saneamento S.A., empresa concessionária de serviços de saneamento básico de quase todo o estado da Bahia e pertencente ao governo estadual.
A responsável pelo abastecimento de energia elétrica é a Companhia de Eletricidade do Estado da Bahia, atualmente uma empresa privada, de participação interna e externa, portanto de capital misto, atende ao município araciense e mais 414 municípios baianos dos 417 existentes.
O serviço de telefonia fixa é atualmente operado pela Telemar, também conhecida por pelo nome Oi (seu nome de mercado ou nome fantasia).

### Transporte

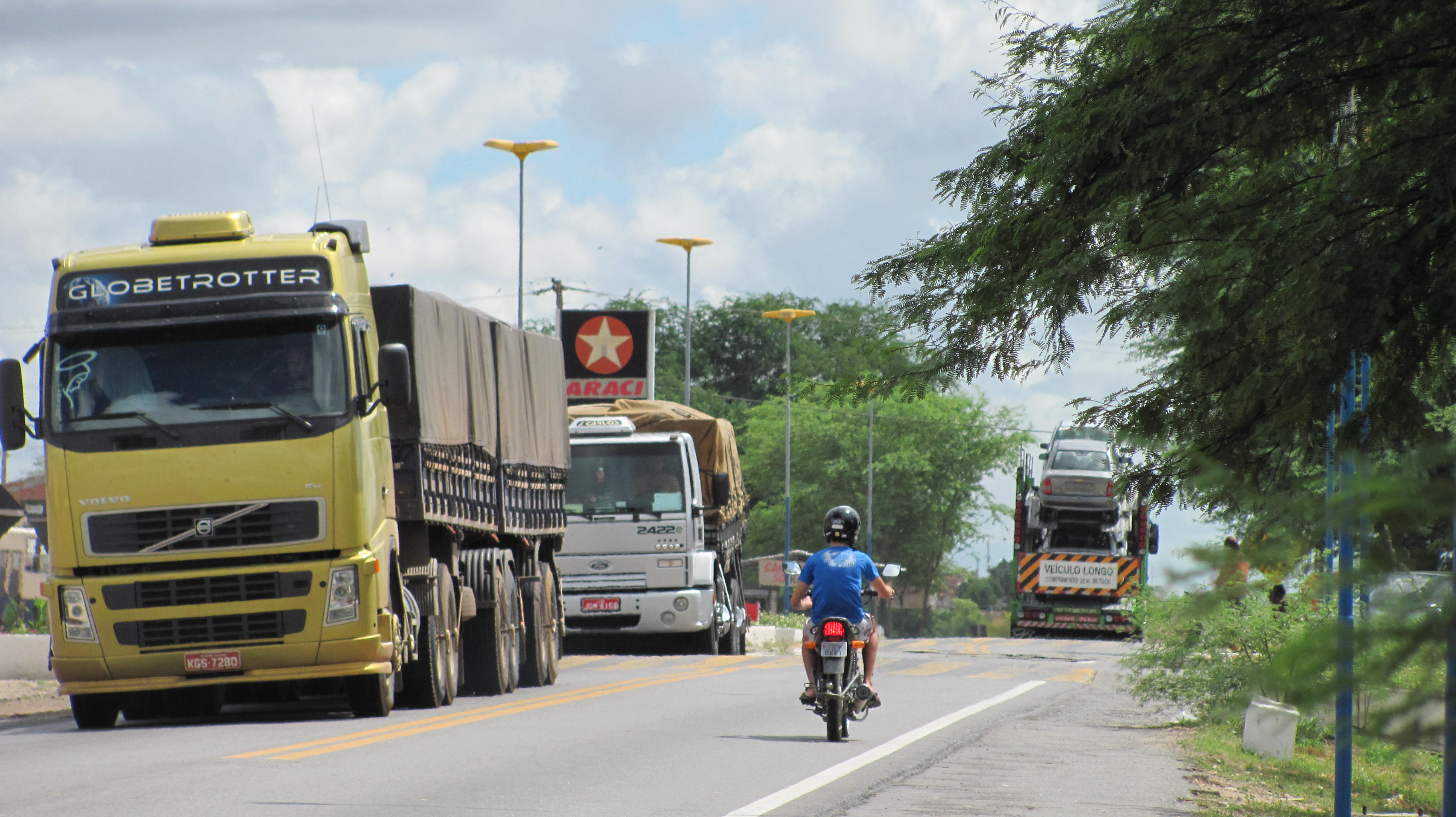
Rodovia Santos Dumont

#### Aeroviário
Araci não conta com aeroporto comercial em seu território, porem, o Aeroporto de Feira de Santana (Aeroporto Governador João Durval Carneiro) encontra-se a cerca de 112 km do centro de Araci, atendendo a toda região com voos diários para São Paulo e outros destinos do Brasil, como Campinas.
Ademais, embora sem benefícios arquitetônicos, exste no povoado do Poço Grande, uma pista de pouso e decolagem, construída pelo Departamento Nacional de Obras Contra as Secas, por ocasião da construção da Barragem do Poço Grande (a cerca de 60 anos), que serviu para receber autoridades ao local, para vistoriar a obra da barragem.

#### Rodoviário
O município de Araci tem boa parte de seu território, incluindo sua sede, cortado pela Rodovia Santos Dumont, que liga a cidade, de forma direta e indireta, aos principais pontos e locais do Brasil, tem um pequeno terminal rodoviário mas que faz conexão com várias capitais e diversas cidades importantes do país, construída em ponto estratégico. Recebe ônibus diariamente de captais como São Paulo, pelas empresas Gontijo e Viação Itapemirim.
As principais vias de acessos a cidade são:
- BR 116 (Rodovia federal Santos Dumont);
- BA 408 (Interliga os municípios de Conceição do Coité, Araci e Santaluz;
- BR 13 (Rodovia federal antiga).

#### Urbano
A frota municipal no ano de 2016 era de 7 692 veículos, sendo 3 198 automóveis, 301 caminhões, 21 caminhões trator, 720 caminhonetes, 147 caminhonetas, 31 micro-ônibus, 2 733 motocicletas, 359 motonetas, 68 ônibus, 30 utilitários e 84 outros tipos de veículos.

## Política e Administração

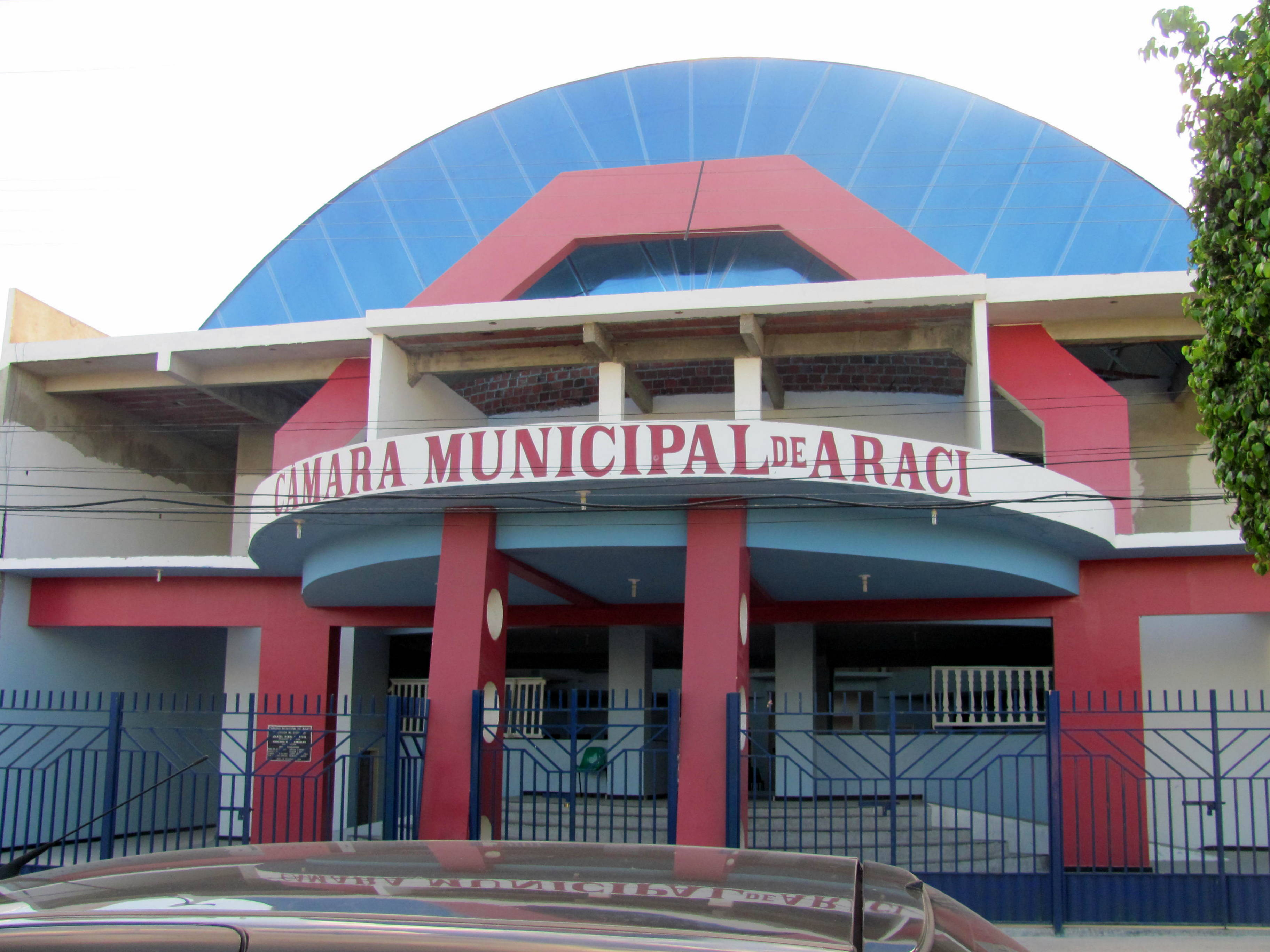
Prédio sede do poder legislativo

A administração municipal fica a cargo poder executivo e pelo poder legislativo. O primeiro a governar o município, por meio de eleição direto com voto popular, foi Erasmo de Oliveira Carvalho em 7 de abril de 1959, que foi eleito após a realização das primeiras eleições na cidade. Atualmente o prefeito municipal é Antônio Carvalho da Silva Neto, do Partido Democrático Trabalhista (PDT), que venceu as eleições municipais no Brasil em 2016 com 83% dos votos..
O poder legislativo é constituído pela câmara, composta por 15 vereadores eleitos para mandatos de quatro anos (em observância ao disposto no artigo 29 da Constituição) e está composta da seguinte forma: três cadeiras do Partido Democrático Trabalhista (PDT); três cadeiras do Partido Progressista (PP); duas cadeiras do Partido Verde (PV); uma cadeira do Partido Trabalhista Cristão (PTC); uma cadeira do Partido Trabalhista do Brasil (PT do B); uma cadeira Partido Social Crstão (PSC); uma cadeira do Partido da Social Democracia Brasileira (PSDB); uma cadeira do Partido dos Trabalhadores (PT); Uma cadeira do Partido Republicano Brasileiro (PRB); e uma cadeira do Partido Humanista da Solidariedade (PHS). Cabe à casa elaborar e votar leis fundamentais à administração e ao Executivo, especialmente o orçamento participativo (Lei de Diretrizes Orçamentárias).

### Administração no regime antigo
Araci foi administrada pelo regime de Intendência de 1890 até 1930 e teve como primeiro intendente o Padre Júlio Fiorentini.

#### Intendentes – Primeiras administrações
- Padre Júlio Fiorentini  (1890-1890)
- Vicente Ferreira da Silva  (1891-1892)
- Angelo Pastor Ferreira  (1892-1892)

#### Primeiros Intendentes eleitos na Vila do Raso
- Antônio Ferreira da Mota (1893-1896)
- José Tomás Barreto  (1896-1899)
- João de Moura Barreto  (1900-1903)

#### Intendentes a partir da mudança do nome da Vila do Raso para Araci
- Antônio de Oliveira Mota  (01.01.1904-1907)
- Vicente Ferreira da Silva  (1908-1911)
- Antônio Ferreira da Mota  (1912-1915)
- José Roque de Oliveira  (1916-1917)
- Antônio Ferreira da Mota  (1918-1920)
- José Verdelino Pinheiro  (1920-1921)
- Vicente Ferreira da Silva  (1921-1925)
- Esmeraldo Ferreira da Silva  (1926-1930)

#### Sub-prefeito de Araci rebaixada a Distrito a partir de julho de 1931
- José Verdelino Pinheiro 08.1931

### Administração direta
A poder executivo municipal atual tem como chefe o prefeito Antônio Carvalho da Silva Neto.

#### Histórico de administração direta
Eis os prefeitos que passaram a administrar a cidade:
- Erasmo de Oliveira Carvalho - 07.04.1959 a 1963
- José Brígido da Silva - 1963 a 1967
- Erasmo de Oliveira Carvalho - 1967 a 1970
- Carlos Raimundo Mota - 1970 a 1973
- José Brígido da Silva - 1973 a 1977
- Carlos Raimundo Mota - 1977 a 1983
- Erasmo de Oliveira Carvalho - 1983 a 1985
- José Carlos Mota - 25.09.1985 a 31.12.1988
- Edvaldo da Silva Pinho - 1989 a 1992
- Daniel de Almeida Ramos - 1993 a 1996
- José Eliotério da Silva - 1997 a 2000
- Maria Edneide Torres Silva Pinho - 2001 a 2004
- José Eliotério da Silva, Zedafó (PDT) - 2005 a 2008
- Maria Edneide Torres Silva Pinho, Nenca (DEM) - 2009 a 2012
- Antônio Carvalho da Silva Neto (PDT) - 2013 a 2016
- Antônio Carvalho da Silva Neto (PDT) - 2017 a 2020 (reeleito)

### Administração indireta
O governo atual administra a cidade com a seguinte composição de secretarias:
- Secretaria de Agricultura e Meio Ambiente
- Secretaria de Administração
- Secretaria de Planejamento e Desenvolvimento Econômico
- Secretaria de Finanças
- Secretaria de Relações Institucionais
- Secretaria de Segurança e Transportes
- Secretaria de Cultura e Turismo
- Secretaria de Infraestrutura
- Secretaria de Assistência Social
- Secretaria de Agricultura
- Secretaria de Saúde
- Secretaria de Educação
- Secretaria de Esporte e Lazer

### Poder legislativo
O poder legislativo municipal é atualmente exercido por 15 vereadores, sendo eles:
- Laerto Januir Barreto Pinho;
- Manuel Matos dos Santos;
- Leonardo Carvalho dos Reis;
- Roberto Sousa de Matos;
- Jefson Miranda Cardoso Carneiro;
- Leandro Andrade Macedo;
- Gilvan Oliveira dos Santos;
- Virgílio Carvalho Santos;
- José Augusto Moura de Andrade;
- Luiz de Sousa;
- Jamile Magalhães da Costa;
- Edneide Santana Pereira;
- Marcos Antonio Pimentel;
- Valter Andrade de Oliveira;
- Jeronimo Jesus de Lima.

## Demografia
Em 2022, segundo o Censo do IBGE, a população de Araci era de 48 294 habitantes, sendo o 46° mais populoso da Bahia e o 674° mais populoso do Brasil. Isso dá uma densidade de 32,3 hab./km².
Quando se trata da população por sexo, ainda segundo o IBGE, em censo realizado no ano de 2010, a população masculina contava em 25.940, enquanto a população feminina era de 25.711 habitantes, sabendo que naquela ano a população geral era de 51.651 habitantes.

### Religião
Segundo o censo realizado em 2010, a composição religiosa da população araciense é a seguinte: 39.521 (76,52%) católicos, 4.340 (8,40%) protestantes, 7.224 (13,99%) sem religião e 566 (1,09%) outras.
Os protestantes aracienses podem ser ainda divididos em evangélicos e adventistas. Dentre os evangélicos encontram-se os pentecostais, tais como os assembleianos, a igreja Congregação Cristã no Brasil e os não pentecostais ou evangélicos não pentecostais, tais como os batistas. No município, encontra-se diversos templos adventistas, tanto na sede do municípios como nos distritos e povoados aracienses.

## Cultura

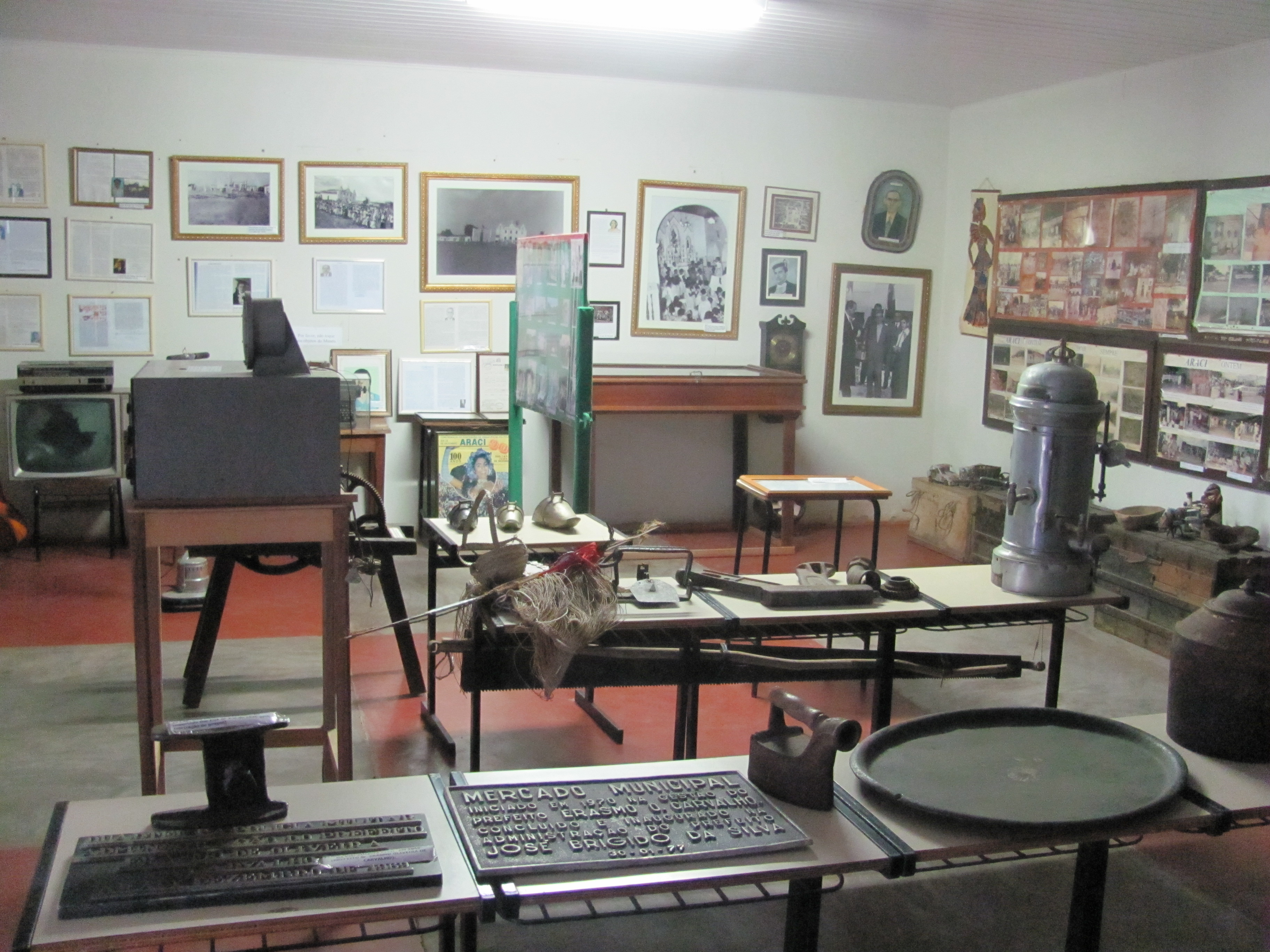
Museu e centro cultural de Araci

A Secretaria Municipal de Cultura de Araci é o órgão público que tem a incumbência de manter uma grande parcela dos setores  artístico da cidade, por meio de atrações culturais e de entretenimento. Fomenta a organização de atividades musicais, teatrais e de danças a fim de estimular a inclusão social e a elaboração de políticas e ações culturais.
Araci tem como cultura principal a Festa de Reis que acontece nos seis primeiros dias do ano, tendo referência os reis magos. Essa cultura perpetua por vários anos e tem como coadjuvante o Bumba-meu-boi que diverte a juventude durante a passagem do reisado nas casas.
Araci também conta com grupos de capoeira que tem forte influência na Cidade, esses grupos se reúnem todos os anos  no município e conta com a presença de mestres, contra mestres,  professores e alunos  de Araci e até de outros países.
A cidade dispõe de um Centro Cultural, fundado, pelo professor araciense Anatólio Oliveira, em 1984, com grande acervo de peças em exposição que remente a cultura histórica regional. Adjunto ao museu encontra se Biblioteca e Escola de Informática e Cidadania. A sua biblioteca possui um acervo de oito mil títulos, bastante diversificado e com algumas obras raras.

### Esporte

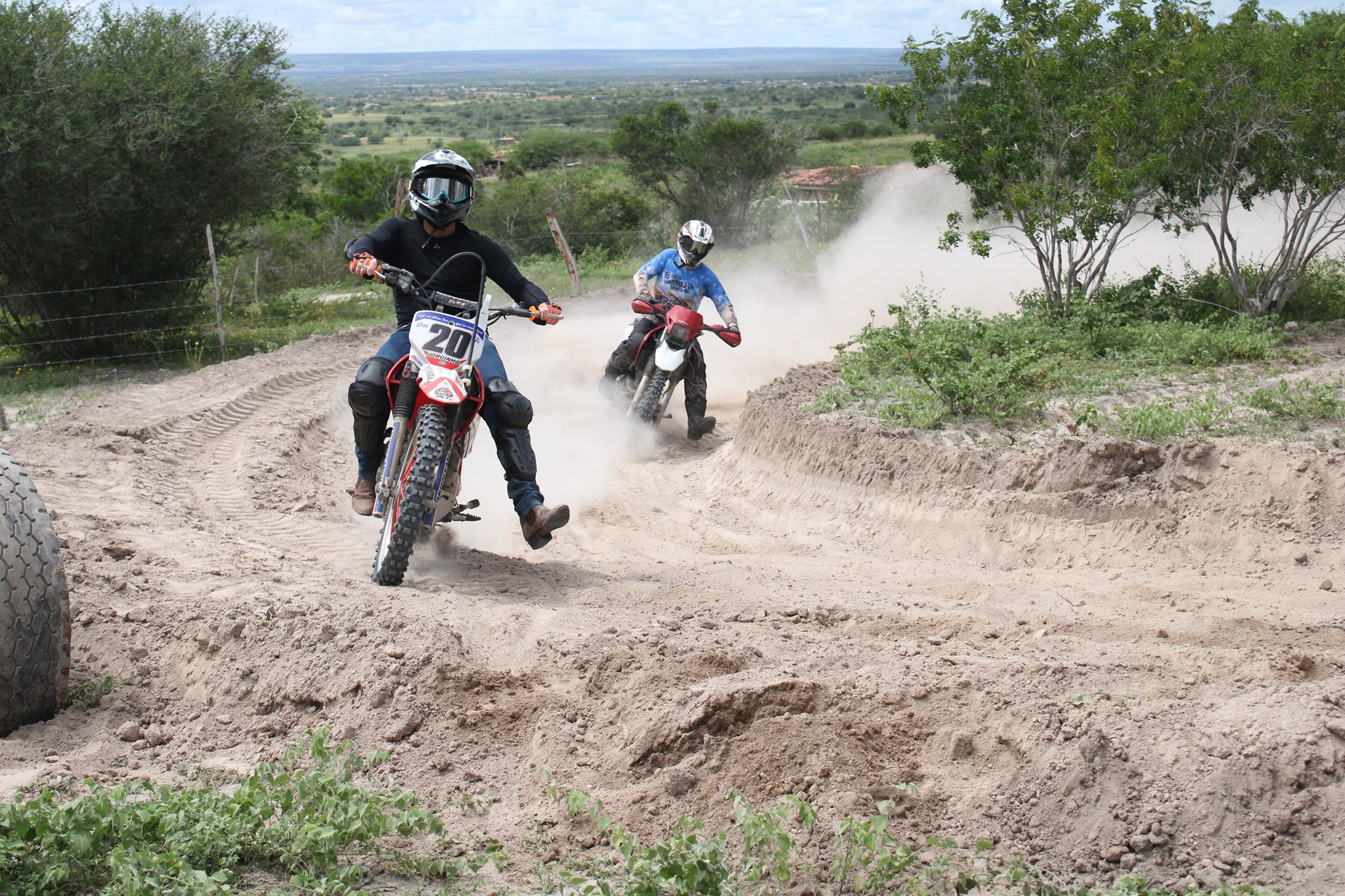
Pratica de motocross na Zona Rural do Município

A cidade conta com um estádio de futebol, Estádio José Brígido da Silva e um ginásio poliesportivo, o ginásio Rei Pelé, onde acontece eventos esportivos, alguns de destaque, como é o caso do campeonato baiano de Jiu-Jitsu que ocorreu lá em 2015.. Tem também uma praça de esporte, a Praça de Esporte Maria Pinho, com conta de diversas quadras para variadas modalidades de esportes, mas que tem, historicamente, recebido pouco ou nenhuma atenção da administração pública..
O esporte mais popular na cidade, seguindo a preferência nacional, é o futebol, todos os anos é organizado o torneio araciense, com participação dos times pré-classificados de todo município. No ano de 2017 foram 10 times classificados, 5 times da sede e demais 5 oriundos da zona rural, distritos e povoados..
Outra modalidade de esporte que ocorre há alguns anos e que vem se tornando popular na cidade é a maratona araciense, conhecida como Maratona Rústica, com apoio da administração pública e que tem participação de jovens e adultos, masculina e feminina, que disputam cada um na sua modalidade.

#### Artes Marciais
Uma das expressões mais forte na área esportiva do município de Araci diz respeito ao Karatê. No ano de 2018 caratecas aracienses participaram de campeonato internacional na modalidade. no qual estiveram presentes esportistas de diversos estados do Brasil, assim como atletas de outros países, como o México e a Argentina. Os atletas da cidade findaram o campeonato com 5 medalhas de ouro.

### Eventos e festividades
- 6 de janeiro: Festa de Reis.
- 19 e 20 de janeiro: Festa do Padroeiro São Sebastião no distrito de João Vieira.
- 2 de fevereiro: Festa da Padroeira Senhora Santana no distrito de Ribeira.
- 7 de abril: Comemoração da emancipação política com desfile e festa.
- 13 de maio: Tradicional Festa dos Negros no Mercado da Farinha, originada pelo Sanfoneiro Tinteiro onde se comemora a Abolição da escravatura.
- 31 de maio: Festa do Padroeiro de Pedra Alta (Distrito de Araci).
- 13 de julho: Tradicional Festa de Santo Antônio do Rufino;[68]
- 24 de junho Comemoração do São João com bandas locais e da região; normalmente são três ou quatro dias de festa na sede e nos povoados.
- 29 de junho: Festa Tradicional de São Pedro no distrito de Tapuio.[69]
- 7 de setembro: Comemoração da Independência do Brasil com desfile da Fanfarra e escolas na sede e zona rural de Araci.
- 8 de dezembro: Festejo da Padroeira Nossa Senhora da Conceição; Missa na igreja matriz.
- FESBAF Segundo domingo de novembro: Festival de Bandas e Fanfarras de Araci (BAMUARA).

### Feriados
Araci tem instituído seis feriados municipais:, dentre os seis, três são de atenção religiosa: dia da cultura evangélica, dia de São João e festa da padroeira da cidade, conforme calendário de datas seguinte:
- No 7 de abril, feriado para comemoração da Emancipação Política do Município, instituído por força de Lei Orgânica, redação dada pela Emenda nº 001 de 8 de março de 2005 em seu art. 1º, §2º.
- Dia da Cultura Evangélica instituído pela Lei Municipal n° 182, de 28 de novembro de 2014, que define o segundo sábado do mês de março de cada ano para cumprimento deste dia.
- 8 de março, Dia Internacional da Mulher instituído pela Lei Municipal nº 112, de 8 de março de 2013.
- 24 de junho, Festa Religiosa de São João, por força da Lei Municipal nº 159 de 23 de junho de 2014.
- 28 de outubro, Dia do Servidor Público Municipal, instituído pela Lei Municipal nº 02, de 19 de janeiro de 2001.
- 8 de dezembro, Festa da Padroeira do Município de Araci, declaração dada no art. 1º, §3º, Lei Orgânica, redação dada pela Emenda nº 001 de 8 de março de 2005.

A cidade ainda conta com outros feriados, facultativos ou não de acordo com calendário de feriados do Brasil e do estado da Bahia.